# Seleção de Futebol do Turquestão Oriental
A Seleção de Futebol do Turquestão Oriental é uma equipe que representa o Turquestão Oriental em competições de futebol. A seleção não é afiliada à FIFA ou a AFC, e, por isso, não pode disputar a Copa do Mundo ou a Copa da Ásia. A equipe, entretanto, é membro da CONIFA.

## História
A Associação de Futebol do Turquestão Oriental (em inglês: East Turkistan Football Association, ETFA) foi fundada em 2019. A associação é membro da CONIFA, tendo sido filiada inicialmente como Uyghur United.
A seleção realizou sua primeira partida em 19 de outubro de 2019, em Haia, na Holanda. A partida disputada contra a Seleção de Papua Ocidental. O Turquestão Oriental venceu por 8 a 2.

## Partidas
| Data                   | Local | Competição                                        |                     | Resultado | Oponente        |
| ---------------------- | ----- | ------------------------------------------------- | ------------------- | --------- | --------------- |
| 19 de outubro de 2019  | Haia  | Amistoso                                          | Turquestão Oriental | 8-2       | Papua Ocidental |
| 14 de dezembro de 2019 | Cergy | Classificação para a Copa do Mundo CONIFA de 2020 | Turquestão Oriental | 0-5       | Tamil Eelam     |